# Minchō

Przykład; Minchō-tai (dawna pisownia)

Minchō (jap. 明朝体 Minchō-tai) – jeden z najpopularniejszych stylów fontów japońskich. Odpowiada zachodnim fontom dwuelementowym (takim jak Times New Roman).